# Pfühlpark

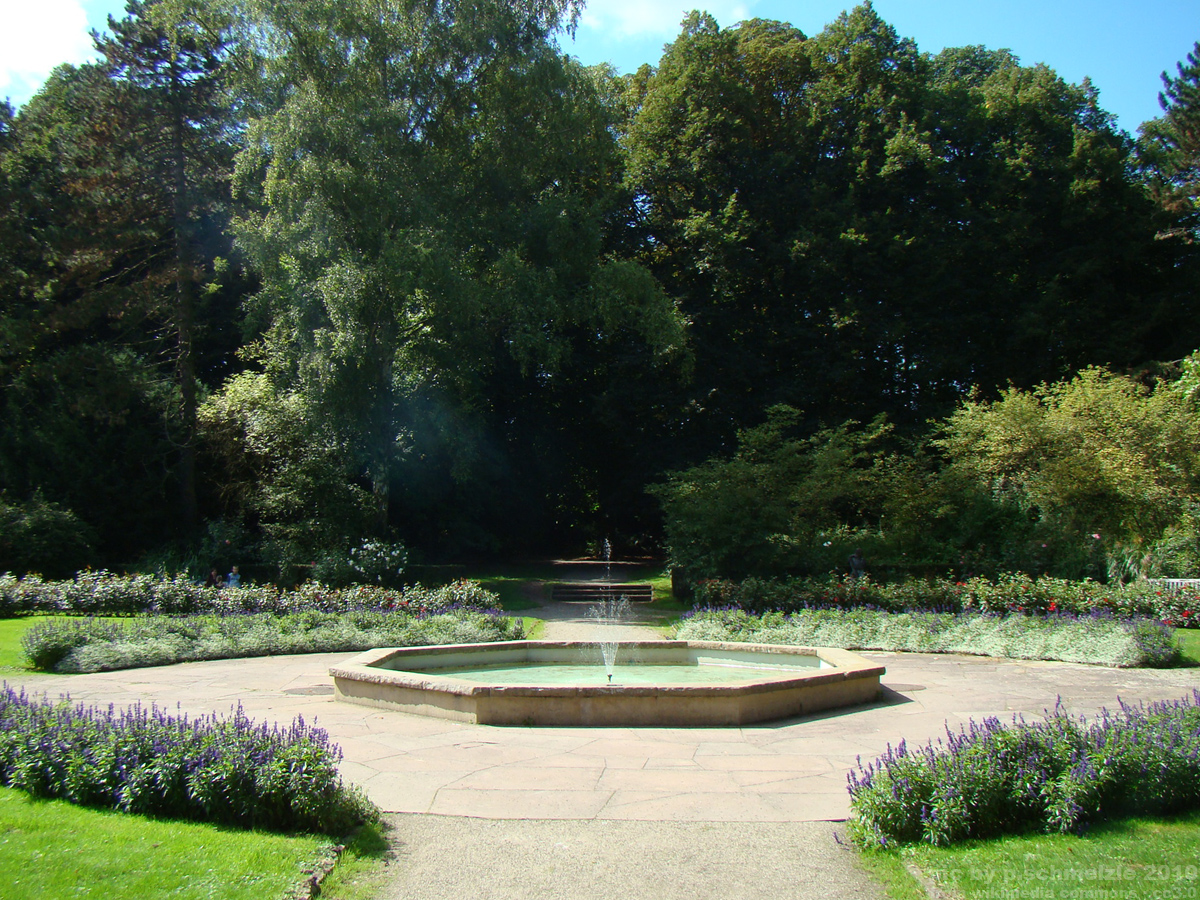
Ein Brunnen im Pfühlpark (2010)

Der Pfühlpark ist ein Park im Osten der Stadt Heilbronn. Er ist 9,3 Hektar groß und liegt etwa 1,5 Kilometer östlich des Heilbronner Stadtzentrums. Mit den Grünflächen um den nahen Trappensee bildet er eine 15 Hektar große Grünfläche.

## Beschreibung
Der Park erstreckt sich auf einer Länge von etwa 600 Metern entlang der Bahnstrecke Crailsheim–Heilbronn, die den Park im Süden begrenzt. An der hier abzweigenden Innenstadtstrecke der Stadtbahn Heilbronn ist die erste Haltestelle nach dem Pfühlpark benannt. Im Norden bildet die Schlizstraße die Grenze zwischen Park und Wohngebiet, im Westen wird der Pfühlpark von der Fasanenstraße begrenzt, im Osten von einem Sportgelände der TSG Heilbronn. Die Richard-Becker-Straße (von 1926 bis 1976 Linnéstraße) teilt den Park in einen West- und einen Ostteil.
Durch den Park fließt auf einer Länge von etwa 1,4 Kilometern der Pfühlbach in Ost-West-Richtung. Er speist auch den 0,7 Hektar großen Pfühlsee im Ostteil des Parks. Am nordwestlichen Ende des Parks verschwindet der Bach in einer Dole und verläuft unterirdisch weiter bis zum Neckar.
Westlich der Richard-Becker-Straße liegt der größere Teil des Pfühlparks. Dort befindet sich einer der größten Spielplätze der Stadt und ein Kiosk. Außerdem gibt es dort zwei Liegewiesen und Volieren.
Im Pfühlpark befinden sich eine zur Eröffnung des Parks aus Privatbesitz der Stadt gestiftete ältere Faun-Skulptur sowie seit Ende der 1950er Jahre zwei Musikanten darstellende Skulpturen von Wernher Eberbach aus dem Jahr 1926 (ausgeführt vom Heilbronner Steinmetzen Ernst Bauer).

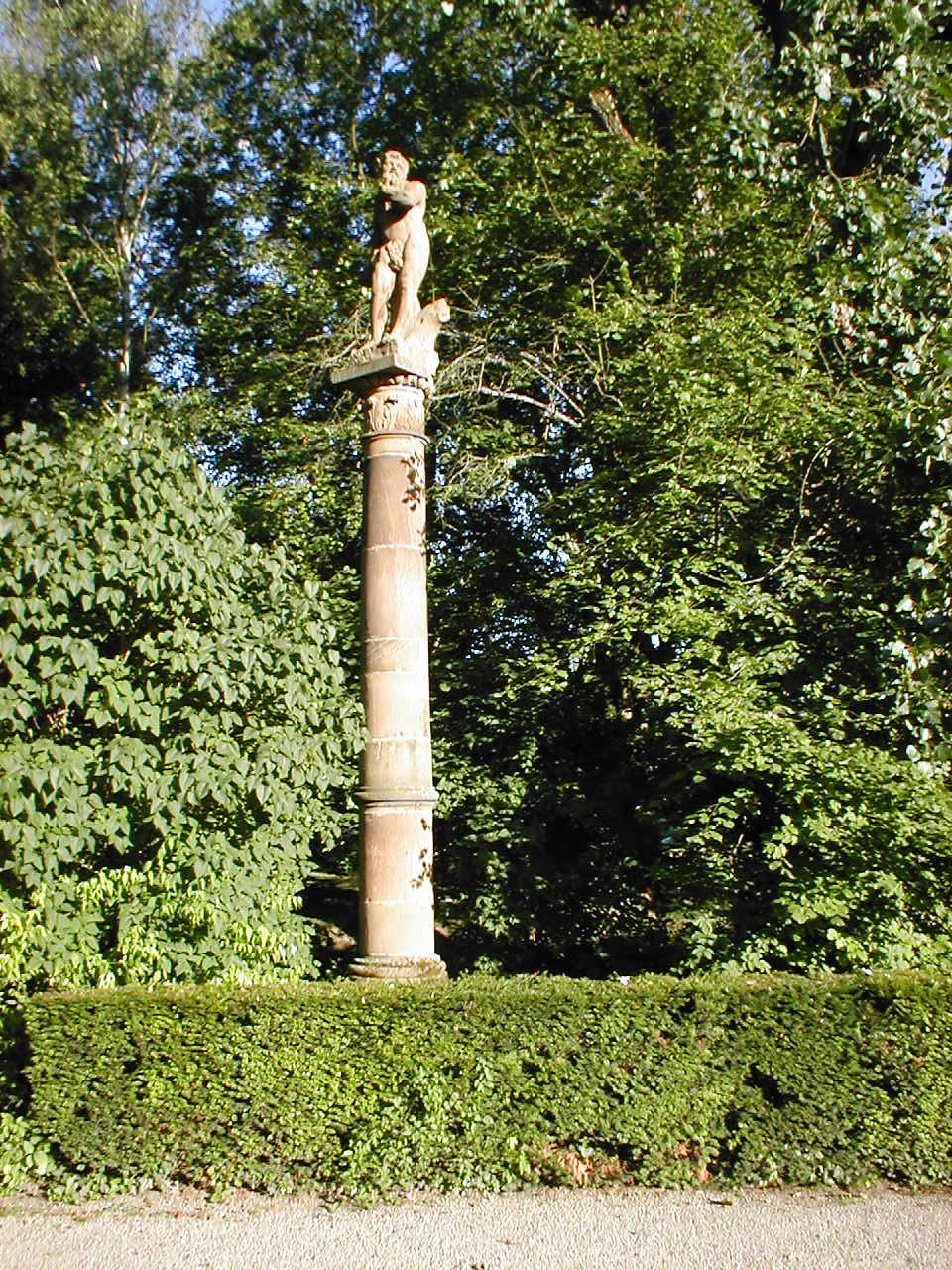
Faun
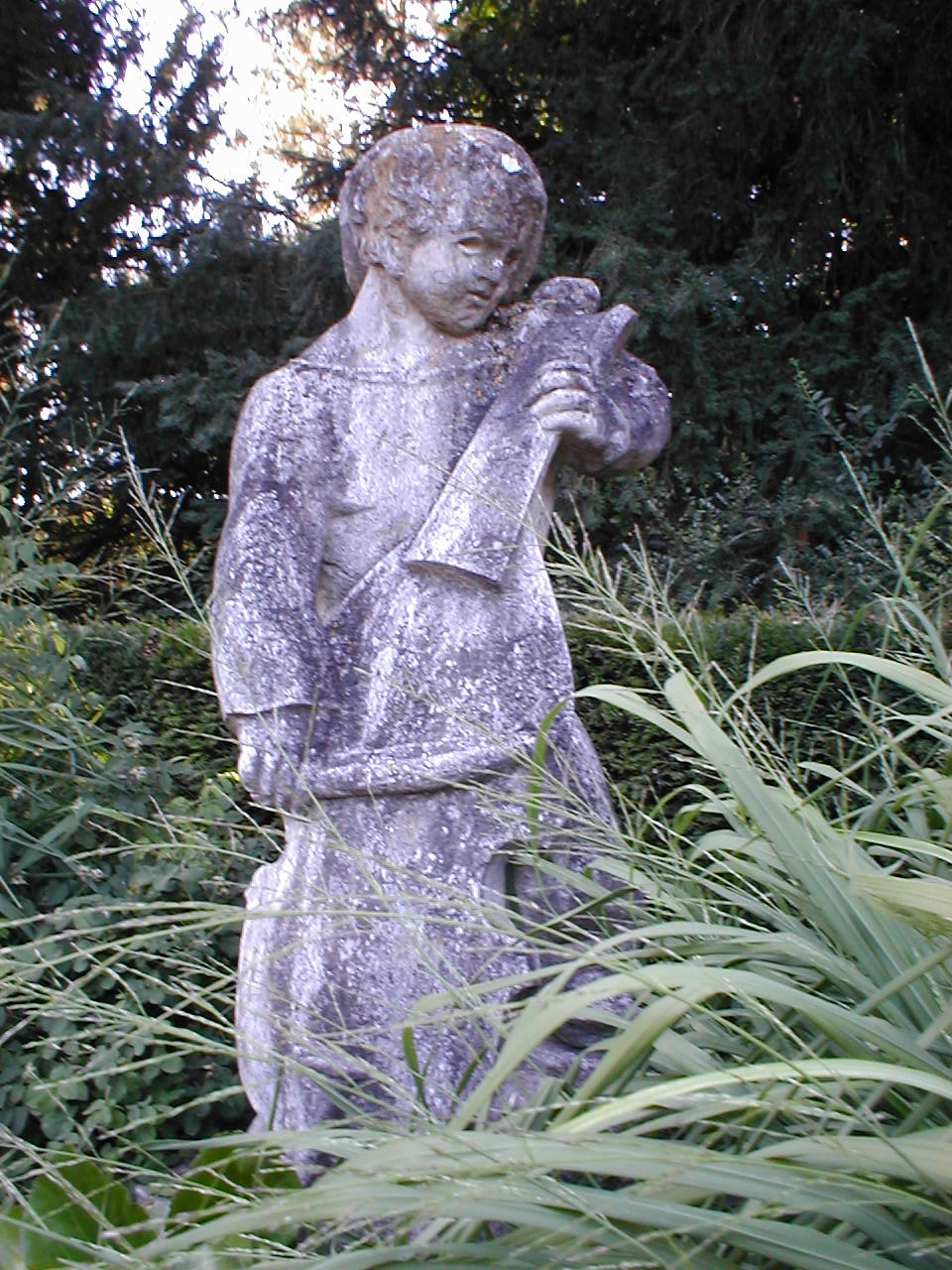
Einer von Zwei Musikanten
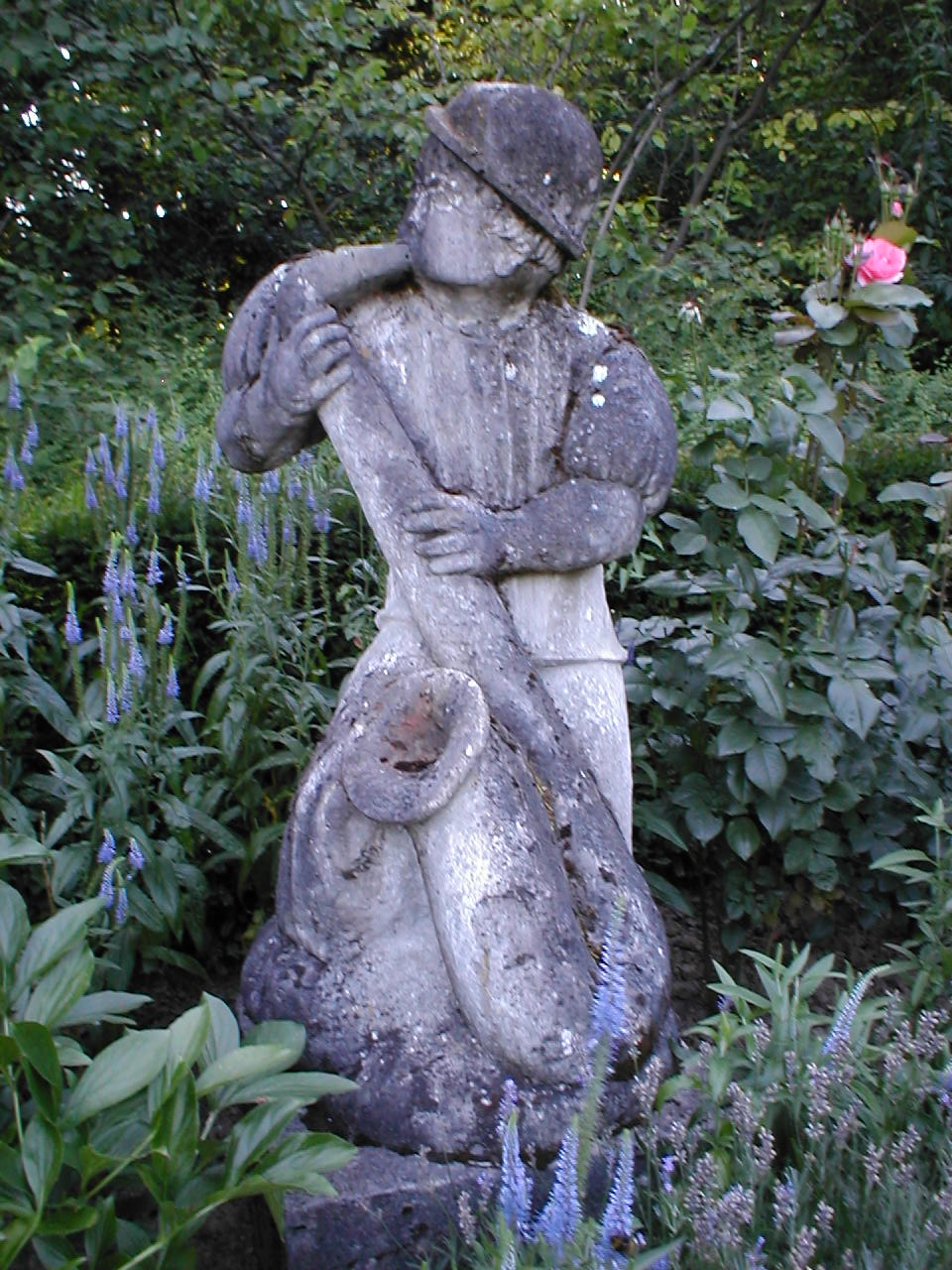
Der andere der Zwei Musikanten

## Geschichte
Nordwestlich des Pfühlparks befindet sich der Pfühlbrunnen, eine 1795 neu gefasste alte Quelle, die 1858 durch steinerne Sitzbänke ergänzt wurde. Im östlich anschließenden Gebiet am Pfühlbach besaß der Heilbronner Papierfabrikant Ernst Mayer (1850–1922) ein Gut mit Tierpark und einem Weinberg. Mayer verkaufte das 361,6 Ar große Gelände am 21. Januar 1909 an die Stadt für den sehr niedrigen Preis von 90.000 Mark, verbunden mit der Auflage, hier einen öffentlichen Park anzulegen.
Vom 28. August bis 7. September 1926 fand im Harmoniegarten eine Gartenbauausstellung statt, für die die Stadt bis zu 3000 RM Abmangel zu übernehmen beschloss. Da die Ausstellung kein Defizit, sondern sogar einen Überschuss erwirtschaftete, stellte der Gemeinderat stattdessen am 11. November die 3000 RM für die Aufstellung eines Plans zur Ausgestaltung des Pfühlparks bereit. Am 31. Dezember erhielt der Stuttgarter Gartenarchitekt Karl Siegloch von der Stadt den Auftrag, den Plan auszuarbeiten. Siegloch legte den Plan am 22. März 1927 dem Gemeinderat vor, der ihm grundsätzlich zustimmte. Der Pfühlpark wurde in den folgenden Jahren nach und nach angelegt, teils als Notstandsarbeit und später unter Einbeziehung des Freiwilligen Arbeitsdienstes, der im Sommer 1932 den Pfühlbach zwischen Eisenbahndurchlass und Linnéstraße verlegte. In den Folgejahren legte der Reichsarbeitsdienst den Pfühlpark parallel zu einer Regulierung des Pfühlbachs an. 1936 wurde der Park schließlich als Volkspark an die Bürger übergeben.
1994 bis 1996 wurde der Park gemeinsam mit der Umgebung des Trappensees für fast fünf Millionen DM saniert. Hierbei stand vor allem die Renaturierung der Gewässer im Vordergrund.